# Donna Hayward
Donna Marie Hayward è un personaggio immaginario della serie televisiva statunitense I segreti di Twin Peaks, creata da Mark Frost e David Lynch. È interpretata da Lara Flynn Boyle nella serie, e da Moira Kelly nel film prequel, con la voce italiana di Giuppy Izzo per ambedue le trasposizioni.
Donna era la migliore amica di Laura Palmer che, dopo il suo omicidio, diviene ossessionata dallo scoprirne il colpevole, assieme a James Hurley e Maddy Ferguson. Nella versione italiana, il personaggio è stato ribattezzato Dana Hayward.

## Profilo
Primogenita delle sorelle Hayward, figlia del dottore della città e di una madre casalinga apprensiva, Donna si adatta per certi versi all'immagine di una ragazza cresciuta all'interno di un ambiente familiare realmente caldo ed amorevole, motivo per il quale speculare a quello dei Palmer, che appare sereno solamente in apparenza nascondendo al suo interno profondi lati oscuri. Dal diario di Laura si evince come la stessa protagonista trovi una figura molto più paterna nel dottor Hayward e consideri Donna l'esempio assoluto di purezza, esprimendo più volte il desiderio d'essere più simile a lei. Paradossalmente, anche Donna si mostra invidiosa di Laura. Il suo carattere, a tratti insicuro, fa si infatti, che arrivi a considerare l'esuberante e disinibita amica quale un modello da raggiungere.
Lo stesso film-prequel Fuoco cammina con me, approfondisce il tema della personalità di Donna, mettendo in luce aspetti del suo carattere che nella serie televisiva sono trattati solo marginalmente. Nel film infatti viene svelato che Donna, come del resto tutti gli abitanti di Twin Peaks, non ha un animo incorruttibile, ma al contrario arriva facilmente sul punto di cadere nella rete di perversione della migliore amica, trascinata da una notte di follie alla Roadhouse. Sotto l'effetto della droga sta per abbandonarsi alla lascivia, ma la sua purezza verrà preservata da Laura che mai vorrebbe vedere Donna cadere nello stesso vortice delle sue turpitudini.

Verso la fine della serie ad ogni modo, anche l'immacolata immagine familiare degli Hayward viene messa in dubbio, difatti viene avanzata la possibilità che Donna non sia realmente figlia del dottor Hayward, e che il suo padre biologico potrebbe essere Benjamin Horne, cosa che la renderebbe sorellastra di Johnny e Audrey Horne. Tuttavia, a causa della cancellazione della serie, questa teoria non è mai stata pienamente confermata. Donna è una fumatrice occasionale qualora nervosa e, sempre nella medesima situazione, tende ad atteggiarsi a femme fatale per mascherare paure e insicurezze.

## Biografia

### Antefatti
Donna Hayward nacque a Twin Peaks, Washington, il 2 settembre 1971, da Will e Eileen Hayward. Primogenita della coppia, ha due sorelle, Harriet e Gersten, che nella serie appaiono solo un paio di volte. Ragazza mite ed insicura, negli anni cementò una profonda amicizia con Laura Palmer, la beniamina di Twin Peaks, che prese a modello ammirandone il carattere estroverso e disinibito.
Nel momento in cui Laura incominciò una relazione con Bobby Briggs, Donna iniziò a frequentare il migliore amico di questi, Mike Nelson, pur non avendo assolutamente nulla in comune con lui e detestando parecchi suoi atteggiamenti.
Più Laura finì inghiottita dalla torbidezza delle sue passioni, scindendosi in due vite differenti, più le due amiche di infanzia si allontanarono e, per recuperare il rapporto che sentiva andarsi perdere, Donna tentò di seguire l'amica all'interno del vortice delle sue oscure passioni; fortunatamente per lei però, Laura la salvò prima che possa perdervisi del tutto, dichiarando di non volere che diventasse come lei.
Donna diventò la sola figura positiva a piena conoscenza della doppia vita di Laura, nonché della relazione che iniziò con James Hurley.

### NeI segreti di Twin Peaks
Dopo l'omicidio di Laura, Donna, disperata, si prodiga a scoprirne il colpevole, assieme a James, l'amante segreto della ragazza, e Maddy, la sopraggiunta in città cugina di Laura, fisicamente a lei identica. Durante le indagini portate avanti dai tre in solitaria tra James e Donna sboccia l'amore, cosa che porta la ragazza a lasciarsi con Mike.
Contemporaneamente a ciò, Donna si sostituisce a Laura nelle faccende di volontariato da lei svolte e, dopo aver ricevuto un'apparizione della signora Tremont e di suo nipote, conosce Harold Smith, ragazzo agorafobico custode del diario segreto di Laura.
Dopo aver sottratto l'oggetto alle mani del giovane, provocandone involontariamente la morte per disperazione, Donna lo consegna all'agente Cooper, permettendogli di risolvere il caso identificando l'assassino della ragazza: Leland Palmer, che nel frattempo però ha già ucciso anche Maddy.
A seguito della chiusura del caso, James fugge disperato da Twin Peaks desideroso di iniziare una nuova vita altrove e Donna lo segue per convincerlo a tornare. La ragazza aiuta l'amato, nel frattempo diventato capro espiatorio di Evelyn Marsh nel suo complotto per uccidere il marito, tirandolo fuori dai guai e dimostrando la sua innocenza.
Dopo tale evento, James non fa ritorno alla cittadina assieme a Donna, preferendo incominciare un viaggio per il mondo al fine di trovare se stesso; tuttavia i due ragazzi decidono di mantenere una relazione a distanza tramite una costante corrispondenza scritta.

### Epilogo
Verso il finale della serie Donna, dopo aver assistito ad un colloquio tra sua madre e Benjamin Horne, decide di indagare sui rapporti esistenti tra i due, convincendosi che l'uomo sia il suo vero padre.
Disperata la ragazza decide di fuggire dalla cittadina per raggiungere James; prima però, confronta la madre e Benjamin sperando di ottenere una risposta ai suoi dubbi. Durante il dialogo non è chiaro se quanto sospettato da Donna sia la verità poiché i rispettivi coniugi di Ben ed Eileen irrompono nella stanza e il dottor Hayward, vedendo la figlia in lacrime si scaglia contro il ricco magnate ferendolo alla testa.
La cancellazione della serie lascia il dubbio sul destino di Benjamin e su chi sia il vero padre di Donna. Nelle Vite segrete di Twin Peaks viene rivelato che Ben è stato visto «al capezzale della figlia in ospedale». Nella nuova serie viene svelato che Ben è sopravvissuto all'incidente senza apparenti danni. Nel Dossier finale viene rivelato che Ben è stato portato in ospedale in gravi condizioni, da Will Hayward; «la ferita [...] risultato di una caduta; [...] Horne [...] era andato a casa sua [di Will Hayward] "in cerca di un parere" sulle possibilità di guarigione di Audrey [rimasta in coma dopo l'esplosione alla banca]»; Donna Hayward invece si è trasferita a New York nel 1992, ha lavorato come modella, ha seguito studi irregolari, è stata compagna di uomini famosi e si è infine sposata con un imprenditore che aveva vent'anni più di lei. Alla fine ha divorziato, si è trasferita nel Vermont seguendo suo padre Will e sta studiando da infermiera.